# Pain (canción de Jimmy Eat World)
«Pain» es un sencillo del álbum Futures, de Jimmy Eat World, distribuido en 2004 por Universal Records.
La canción aparece también en los videojuegos Tony Hawk's Underground 2 y Midnight Club 3: DUB Edition. Además aparece en el videojuego Guitar Hero: Van Halen. Debutó en el puesto 93 del Billboard Hot 100 de 2005.

## Listado de canciones (EE. UU.)
1. «Pain»

## Listado de canciones (Canadá)
1. «Pain»
2. «When I Want» (demo version)
3. «Shame» (demo version)
4. «Pain» (multimedia track)